# Saison 5 de New Girl
Chronologie
Saison 4 Saison 6
La cinquième saison de New Girl, série télévisée américaine, est constituée de vingt-deux épisodes et a été diffusée du 5 janvier 2016 au 10 mai 2016 sur Fox. La saison suit les péripéties de Jessica Day, dite « Jess », de ses trois colocataires, Nick, Schmidt et Winston et de sa meilleure amie, Cecilia « Cece » Parekh.

## Synopsis
Après des déboires amoureux, une jeune femme va s'installer à Los Angeles en colocation avec trois hommes.

## Distribution

### Acteurs principaux
- Zooey Deschanel (VF : Barbara Beretta) : Jessica « Jess » Day
- Jake Johnson (VF : Nicolas Beaucaire) : Nick Miller
- Max Greenfield (VF : Sébastien Desjours) : Schmidt
- Lamorne Morris (VF : Raphaël Cohen) : Winston Bishop
- Hannah Simone (VF : Fily Keita) : Cecilia « Cece » Parekh

### Acteurs récurrents
- Nasim Pedrad (VF : Patricia Marmoras) : Aly Nelson (8 épisodes)
- Megan Fox (VF : Caroline Anglade) : Reagan (7 épisodes)
- David Walton (VF : Franck Monsigny) : Sam Sweeney[2] (6 épisodes)
- Nelson Franklin (en) (VF : Jérôme Frossard) : Robby (4 épisodes)
- Steve Agee (VF : Martin Brieuc) : Outside Dave (récurrence à travers les saisons)
- Curtis Armstrong (VF : Michel Mella) : le principal Foster (récurrence à travers les saisons)

### Invités
- Anna George (VF : Marie-Ève Dufresne) : Priyanka Parikh, la mère de Cece (épisodes 1 et 22)
- Rob Riggle (VF : Constantin Pappas) : Big Schmidt (épisode 1)
- Fred Melamed (VF : Michel Voletti) : J. Cronkite Valley-Forge (épisodes 1, 17 et 18)
- Kenneth Bowers (VF : Gérard Surugue) : Glen (épisode 1)
- Taran Killam (en) (VF : Jérôme Berthoud) : Fred (épisode 2)
- Thom Rivera (VF : Constantin Pappas) : Javier (épisode 2)
- Henry Winkler (VF : Mathieu Rivolier) : Flip, le père de Fred (épisode 2)
- Julie Hagerty : Nancy, la mère de Fred (épisode 2)
- Peter Navy Tuiasosopo (VF : Michel Voletti) : Big Bob (épisodes 2 et 12)
- Alexandre Chen (VF : Stéphane Pouplard) : le notaire (épisode 2)
- John Cho (VF : Jérémy Prévost) : Daniel Grant (épisode 3)
- Tony Amendola (VF : Jean-François Laley) : le juge Pasqual (épisode 3)
- Fred Armisen (VF : Laurent Larcher) : Brandon (épisode 4)
- Stephen Rannazzisi (en) (VF : Stéphane Pouplard) : Todd (épisode 4)
- Apl.de.ap (VF : Constantin Pappas) : Apl.de.ap (épisode 4)
- Ally Maki : Kumiko (épisode 4)
- Chloe Noelle (VF : Catherine Desplaces) : Crystal McQuaid (épisode 4)
- Daniel Riordan (VF : Michel Voletti) : le journaliste TV (épisode 4) et Alan Todd (épisode 10)
- Bill Burr (VF : Laurent Morteau) : Bob (épisode 5)
- Lennon Parham (VF : Valérie Nosrée) : Carol (épisode 5)
- Beth Dover : Cynthia (épisode 5)
- Elizabeth Meriwether (en) (VF : Catherine Desplaces) : la femme triste (épisode 6)
- Clea DuVall (VF : Carole Franck) : Camilla (épisode 7)
- David Neher (VF : Mark Lesser) : Benjamin (épisode 8)
- Angela Trimbur : Mimi (épisode 8)
- Tony Cavalero (VF : Tony Marot) : Philip (épisode 8)
- Matty Cardarople (VF : Vincent de Bouard) : Carl (épisode 9)
- Demetri Martin (VF : Vincent de Bouard) : Gary, le juré 237B (épisode 10)
- Ethan Sandler (VF : Bruno Forget) : Juror 9C (épisode 10)
- Daniel Riordan (VF : Jean-Jacques Nervest) : Alan Todd (épisode 10)
- John Vance (VF : Vincent de Bouard) : le coroner Thricegood (épisode 10)
- Keeshan Giles : l'officier Giles (épisode 10)
- Chris Boykin : le garde (épisode 10)
- Elizabeth Berkley (VF : Virginie Kartner) : Becky Cavatappi, nouvelle directrice de l'école (épisode 11)
- Sam Richardson (VF : Namakan Koné) : Dunston, policier (épisode 11)
- Rebecca Reid (VF : Bénédicte Bosc) : Nadia (épisodes 11, 18 et 22)
- Peter Gallagher (VF : Guillaume Orsat) : Gavin, le père de Schmidt (épisodes 12, 20 et 22)
- Jess Rona : Gina, la femme enceinte (épisode 12)
- Lucy Punch (VF : Edwige Lemoine) : Genevieve[2] (épisode 13)
- Gillian Vigman (VF : Marie Zidi) : Kim (épisodes 13 et 19)
- Busy Philipps (VF : Armelle Gallaud) : Connie[3] (épisode 14)
- Eric Kaldor (VF : Achille Orsoni) : Decrepit Patron (épisode 14)
- Sonequa Martin-Green (VF : Géraldine Asselin) : Rhonda (épisode 15)
- Ian Roberts (VF : Jean-Jacques Nervest) : Billy (épisode 15)
- Kal Penn (VF : Serge Faliu) : Tripp (épisodes 16 et 18)
- Patrick Brammall (VF : Fabrice Lelyon) : Dusty Sand (épisode 17)
- Schno Mozingo (VF : Achille Orsoni) :  Blaze Sand (épisode 17)
- Aaron Takahashi : l'employé des voitures de location (épisode 17)
- Joseph Piccuirro (VF : Sébastien Finck) : le livreur d'USPS (épisode 18)
- Greg Cromer (VF : Grégory Sengelin) : Daniels (épisode 19)
- Robert Craighead (VF : Frédéric Souterelle) : le sergent (épisode 19)
- Caitlin Fitzgerald : Diane, la meilleure amie de Sam[4] (épisode 20)
- Feodor Chin (VF : Jérôme Frossard) : le serveur (épisode 20)
- Nora Dunn (VF : Brigitte Virtudes) : Louise, la mère de Schmidt (épisodes 21 et 22)
- Damon Wayans Jr. (VF : Julien Chatelet) : Ernie « Coach[5] » (épisodes 21 et 22)
- Kim Wayans : Susan (épisodes 21 et 22)
- Meaghan Rath (VF : Pamela Ravassard) : May (épisode 22)
- Abhimanyu Katyal (VF : Sébastien Finck) : Hindu Priest (épisode 22)

## Production

### Développement
Le 31 mars 2015, la série a été renouvelée pour une cinquième saison et fêtera également son 100e épisode.
À la suite de l'annonce du début de grossesse de Zooey Deschanel et avant même le renouvellement de cette cinquième saison, l'équipe de production a confirmé travailler sur cette saison et ne souhaite pas intégrer la grossesse de l'actrice à l'écran. Ainsi, la diffusion de la cinquième saison a été repoussée au mois de janvier 2016. En août 2015, la créatrice de la série annonce que l'actrice sera absente pour quatre épisodes et en septembre 2015, la production annonce qu'elle sera remplacée durant cette période.

### Casting
En mars 2015, Taran Killam (en) (Fred), Henry Winkler et Julie Hagerty (ses parents) ont obtenu un rôle d'invité le temps d'un épisode lors de cette saison.
En avril 2015, John Cho, Anna George (Priyanka Parikh, mère de Cece), Fred Armisen, Stephen Rannazzisi (en) et Ally Maki (nouveaux colocataires potentiels) ont obtenu un rôle d'invité le temps d'un ou deux épisodes durant cette saison.
En septembre 2015, Megan Fox est annoncée pour remplacer Zooey Deschanel durant son absence liée à sa grossesse et interprétera le rôle récurrent de Reagan lors de cette même saison.
En novembre 2015, Peter Gallagher obtient un rôle le temps d'un ou deux épisodes lors de cette saison.
En décembre 2015, Sam Richardson et Elizabeth Berkley obtiennent un rôle lors de cette saison.

### Tournage
Le tournage de la saison a débuté en octobre 2015. 

### Diffusions
La saison est diffusée en simultané depuis le 5 janvier 2016 sur Fox aux États-Unis et en simultané sur Citytv, au Canada.
En France cette saison est diffusée à partir d'août 2016 sur M6.

## Liste des épisodes

### Épisode 1:Le Pouvoir de la danse
- États-Unis /  Canada : 5 janvier 2016 sur Fox[19] / Citytv
- France : 22 août 2016 sur M6

- États-Unis : 3,33 millions de téléspectateurs[20] (première diffusion)

- Anna George (Priyanka Parikh, la mère de Cece)
- Kenneth Bowers (Glen)
- Rob Riggle (Big Schmidt)
- Fred Melamed (J. Cronkite Valley-Forge)
- Mona Sishodia (Not-Mom)

- Nouveau générique.

### Épisode 2:Romantisme et Modelisme
- États-Unis /  Canada : 12 janvier 2016 sur Fox / Citytv
- France : 22 août 2016 sur M6

- États-Unis : 3,25 millions de téléspectateurs[21] (première diffusion)

- Henry Winkler (Flip)
- Julie Hagerty (Nancy)
- Taran Killam (Fred)
- Kiersey Clemons (KC)
- Thom Rivera (Javier)

### Épisode 3:Jurer mais pas trop
- États-Unis /  Canada : 19 janvier 2016 sur Fox / Citytv
- France : 22 août 2016 sur M6

- États-Unis : 2,95 millions de téléspectateurs[22] (première diffusion)

- John Cho (Daniel Grant)

### Épisode 4:Opération: Bed and Breakfast
- États-Unis /  Canada : 26 janvier 2016 sur Fox / Citytv
- France : 23 août 2016 sur M6

- États-Unis : 2,84 millions de téléspectateurs[23] (première diffusion)

- Fred Armisen (Brandon)
- Apl.de.ap (lui-même)
- Stephen Rannazzisi (Todd)
- Kiersey Clemons (KC)
- Ally Maki (Kumiko)
- Steve Monroe (Tom McQuaid)
- Alyssa Preston (Gigi McQuaid)
- Chloe Noelle (Crystal McQuaid)

### Épisode 5:Don de soi
- États-Unis /  Canada : 2 février 2016 sur Fox / Citytv
- France : 23 août 2016 sur M6

- États-Unis : 2,94 millions de téléspectateurs[24] (première diffusion)

- Bill Burr (Bobby « Bob » Miller)
- Lennon Parham (Carol Miller)
- Beth Dover (Cynthia)

### Épisode 6:La Nouvelle Ex
- États-Unis /  Canada : 9 février 2016 sur Fox / Citytv
- France : 23 août 2016 sur M6

- États-Unis : 3,1 millions de téléspectateurs[25] (première diffusion)

Nick propose de sous louer la chambre de Jess à Reagan, une superbe jeune femme qu'il vient juste de rencontrer à l'hôpital, après s'être fait mal au dos. Winston essaye de lui faire comprendre qu'il doit un peu moins rêver et trouver une fille de son niveau.
- Cet épisode est le 100e de la série[1].

### Épisode 7:L'Art de la rupture
- États-Unis /  Canada : 16 février 2016 sur Fox / Citytv
- France : 24 août 2016 sur M6

- États-Unis : 2,8 millions de téléspectateurs[26] (première diffusion)

- Clea DuVall (Camilla)

### Épisode 8:La Décision
- États-Unis /  Canada : 23 février 2016 sur Fox / Citytv
- France : 24 août 2016 sur M6

- États-Unis : 2,68 millions de téléspectateurs[27] (première diffusion)

- David Nehar (Benjamin)
- Angela Trimbur (Mimi)
- Anthony Cavalero (Philip)

Pour prouver que Nick et Winston n'arrivent jamais à prendre une décision, Reagan leur propose de choisir lequel d'entre eux couchera avec elle.

### Épisode 9:Grosse Chaleur
- États-Unis /  Canada : 1er mars 2016 sur Fox / Citytv
- France : 24 août 2016 sur M6

- États-Unis : 2,62 millions de téléspectateurs[28] (première diffusion)

Une vague de chaleur secoue la ville, Nick et Reagan se battent pour savoir qui a la meilleure climatisation et finissent par créer de gros problèmes.

### Épisode 10:Juré 237B
- États-Unis /  Canada : 8 mars 2016 sur Fox / Citytv
- France : 25 août 2016 sur M6

- États-Unis : 2,65 millions de téléspectateurs[29] (première diffusion)

- Demetri Martin (Gary)
- John Vance (Coroner Thricegood)
- Dre Michael Chaney (l'adjoint Lo)
- Ethan Sandler (Juror 9C)

### Épisode 11:Second Couteau
- États-Unis /  Canada : 15 mars 2016 sur Fox / Citytv
- France : 25 août 2016 sur M6

- États-Unis : 2,3 millions de téléspectateurs[30] (première diffusion)

- Elizabeth Berkley (la principale Becky Cavatappi)
- Sam Richardson (Dunston)

### Épisode 12:Code couleur
- États-Unis /  Canada : 22 mars 2016 sur Fox / Citytv
- France : 25 août 2016 sur M6

- États-Unis : 2,25 millions de téléspectateurs[31] (première diffusion)

- Peter Gallagher (Gavin)

### Épisode 13:La Ferme des sentiments
- États-Unis /  Canada : 29 mars 2016 sur Fox / Citytv
- France : 26 août 2016 sur M6

- États-Unis : 2,21 millions de téléspectateurs[32] (première diffusion)

- Lucy Punch (Genevieve)

### Épisode 14:100 mètres
- États-Unis /  Canada : 12 avril 2016 sur Fox / Citytv
- France : 26 août 2016 sur M6

- États-Unis : 2,65 millions de téléspectateurs[33] (première diffusion)

- Busy Philipps (Connie)

### Épisode 15:Rhondalisé
- États-Unis /  Canada : 19 avril 2016 sur Fox / Citytv
- France : 26 août 2016 sur M6

- États-Unis : 1,92 million de téléspectateurs[34] (première diffusion)

- Sonequa Martin-Green (Rhonda)
- Ian Roberts (Billy)

### Épisode 16:Le Rêve
- États-Unis /  Canada : 19 avril 2016 sur Fox / Citytv
- France : 29 août 2016 sur M6

- États-Unis : 1,92 million de téléspectateurs[34] (première diffusion)

- Sonequa Martin-Green (Rhonda)
- Kal Penn (Tripp)
- Ian Roberts (Billy)

### Épisode 17:Road Trip
- États-Unis /  Canada : 26 avril 2016 sur Fox / Citytv
- France : 30 août 2016 sur M6

- États-Unis : 2,42 millions de téléspectateurs[35] (première diffusion)

- Rob Riggle (Big Schmidt)
- Fred Melamed (J. Cronkite Valley Forge)

### Épisode 18:Le Bonheur au bout du chemin
- États-Unis /  Canada : 26 avril 2016 sur Fox / Citytv
- France : 31 août 2016 sur M6

- États-Unis : 1,87 million de téléspectateurs[35] (première diffusion)

- Rebecca Reid (Nadia)
- Fred Melamed (J. Cronkite Valley Forge)

- Cet épisode a été diffusé à 21 h aux États-Unis[35].

### Épisode 19:C'est une robe
- États-Unis /  Canada : 3 mai 2016 sur Fox / Citytv
- France : 1er septembre 2016 sur M6

- États-Unis : 2,27 millions de téléspectateurs[36] (première diffusion)

- Gillian Vigman (Kim)
- Greg Cromer (Daniels)

### Épisode 20:Retour à l'envoyeur
- États-Unis /  Canada : 3 mai 2016 sur Fox / Citytv
- France : 1er septembre 2016 sur M6

- États-Unis : 1,88 million de téléspectateurs[36] (première diffusion)

- Peter Gallagher (Gavin)
- Caitlin Fitzgerald (Diane)

- Cet épisode a été diffusé à 21 h aux États-Unis[36].

### Épisode 21:Répétition générale
- États-Unis /  Canada : 10 mai 2016 sur Fox / Citytv
- France : 2 septembre 2016 sur M6

- États-Unis : 2,34 millions de téléspectateurs[37] (première diffusion)

- Damon Wayans Jr. (Coach)
- Nora Dunn (Louise)
- Kim Wayans (Susan)

### Épisode 22:Y a-t-il un marié dans l'avion?
- États-Unis /  Canada : 10 mai 2016 sur Fox / Citytv
- France : 2 septembre 2016 sur M6

- États-Unis : 2,17 millions de téléspectateurs[37] (première diffusion)

- Damon Wayans Jr. (Coach)
- Peter Gallagher (Gavin)
- Meaghan Rath (May)
- Nora Dunn (Louise)
- Kim Wayans (Susan)
- Anna George (Priyanka Parikh)
- Rebecca Reid (Nadia)

- Cet épisode a été diffusé à 21 h aux États-Unis[37].